# Triton
 For alternative betydninger, se Triton (flertydig). (Se også artikler, som begynder med Triton)
Triton er en af den græske mytologis guder, en af havets budbringere. Triton er søn af Amfitrite og Poseidon, havets gud, bror til Zeus og Hades. De tre brødre delte verden imellem sig, således at Zeus fik himlen og kongeværdigheden, Hades fik underverden og Poseidon havet.
Ud over sin søster Benthesikyme har Triton en række halvsøskende, bl.a. Antaios, Orion og Polyfem, som Poseidon fik med andre gudinder, samt Pegasus, som han avlede i skikkelse af en hest sammen med Medusa.